# Hugo VI de Lusinhão
Hugo VI (c. 1039/1043 - c. 1103/1110), chamado o Diabo, foi Senhor de Lusinhão e Conde de La Marche (como Hugo I), filho e sucessor de Hugo V de Lusinhão e Almodis de La Marche. Participou na Cruzada de 1101.
Apesar da sua devoção, Hugo estava em conflito constante com a abadia de S. Maixent. Em muitas ocasiões as suas querelas com os monges foram tão violentas que o duque da Aquitânia, os bispos de Poitiers, e o Papa Pascoal II se viram forçados a intervir. Por causa desses conflitos Hugo recebeu o cognome de "le diable" (o diabo) dos monges de S. Maixent.
Em 1086 o exército de Castela foi destruído numa batalha contra os Almorávidas. O meio-irmão catalão de Hugo, Berengário Raimundo II de Barcelona, estava ameaçado pelos Almorávidas. Hugo VI empreendeu uma expedição à Espanha em 1087, juntamente com outro meio-irmão, Raimundo IV de Tolosa, para ajudar o conde de Barcelona.
Hugo tomou parte na Primeira Cruzada, com seus irmãos Raimundo IV de Tolosa e Berengário Raimundo II, Conde de Barcelona. Participou na Cruzada de 1101.
De seu casamento (cerca de 1065) com Ildegarda de Thouars, filha de Américo IV de Thouars, Visconde de Thouars, Hugo teve um filho e sucessor, Hugo VII de Lusinhão.